# Aikido savez Federacije Bosne i Hercegovine
Aikido savez Federacije Bosne i Hercegovine, entitetska zajednica aikidoka u Federaciji Bosne i Hercegovine. 
Sjedište Aikido saveza Federacije Bosne i Hercegovine je u Sarajevu.

## Povijest
Aikido savez Federacije Bosne i Hercegovine okuplja vježbače borilačke vještine aikido. Osnovan je 24. ožujka 2013. godine, na osnivačkoj Skupštini u Sarajevu, na kojoj su bili prisutni predstavnici klubova iz Sarajeva, Tuzle, Bugojna, Visokog i Živinica.

## Članice
- Aikido klub Morihei Sarajevo
- Aikido klub Misogi Sarajevo
- Aikido klub Agatsu Visoko
- Aikido klub Nobuyoshi Tamura Bugojno
- Aikido klub Sensei Živinice

## Vanjske poveznice
- Aikido savez Federacije Bosne i Hercegovine  Arhivirana inačica izvorne stranice od 26. siječnja 2020. (Wayback Machine)